# Kęszyce-Wieś
Pour les articles homonymes, voir Kęszyce.
Kęszyce-Wieś est une localité polonaise de la gmina de Bolimów, située dans le powiat de Skierniewice en voïvodie de Łódź.